# Tour Poitou-Charentes en Nouvelle-Aquitaine 2018
Le Tour Poitou-Charentes en Nouvelle-Aquitaine 2018 est la 32e édition de cette course cycliste par étapes masculine. Il a lieu en France du 21 au 24 août 2018. Il se déroule entre Jonzac et Poitiers sur un parcours de 659,2 km et fait partie du calendrier UCI Europe Tour 2018 en catégorie 2.1.

## Présentation

### Parcours
Le Tour Poitou-Charentes en Nouvelle-Aquitaine est tracé sur cinq étapes, dont un contre-la-montre, pour une distance totale de 659,2 kilomètres.

### Équipes
Classé en catégorie 2.1 de l'UCI Europe Tour, le Tour Poitou-Charentes en Nouvelle-Aquitaine est par conséquent ouvert aux WorldTeams dans la limite de 50 % des équipes participantes, aux équipes continentales professionnelles, aux équipes continentales et aux équipes nationales.
Seize équipes participent à ce Tour Poitou-Charentes en Nouvelle-Aquitaine - 4 UCI WorldTeams, 10 équipes continentales professionnelles et 2 équipes continentales :
| WorldTeams (4)- AG2R La Mondiale - Groupama-FDJ - Astana - Trek-Segafredo Équipes continentales professionnelles (10)- Direct Énergie - Cofidis, Solutions Crédits - Delko-Marseille Provence-KTM - Fortuneo-Samsic - Vital Concept - Androni Giocattoli-Sidermec - Bardiani CSF - Wilier Triestina-Selle Italia - Euskadi Basque Country-Murias - Gazprom-RusVelo Équipes continentales (2)- Saint Michel-Auber 93 - Roubaix Lille Métropole |
| |

## Étapes
| Étape     | Date    | Villes étapes                   | type                        | Distance (km) | Vainqueur d'étape | Leader du classement général |
| --------- | ------- | ------------------------------- | --------------------------- | ------------- | ----------------- | ---------------------------- |
| 1re étape | 21 août | Jonzac – Cognac                 | étape de plaine             | 192,8         | Arnaud Démare     | Arnaud Démare                |
| 2e étape  | 22 août | Segonzac – Melle                | étape de plaine             | 189           | Arnaud Démare     | Arnaud Démare                |
| 3e étape  | 23 août | Gençay – Couhé                  | étape de plaine             | 97,9          | Arnaud Démare     | Arnaud Démare                |
| 4e étape  | 23 août | Champagné-Saint-Hilaire – Couhé | contre-la-montre individuel | 22,9          | Arnaud Démare     | Arnaud Démare                |
| 5e étape  | 24 août | Brioux-sur-Boutonne – Poitiers  | étape de plaine             | 156,6         | Arnaud Démare     | Arnaud Démare                |

## Déroulement de la course

### 1reétape
| \| Classement de l'étape \| Classement de l'étape \| Classement de l'étape \| Classement de l'étape \| Classement de l'étape \| \| Coureur \| Coureur \| Pays \| Équipe \| Temps \| \| --------------------- \| --------------------- \| --------------------- \| --------------------------- \| --------------------- \| \| 1er \| Arnaud Démare \| France \| Groupama-FDJ \| 4 h 46 min 49 s \| \| 2e \| Matteo Moschetti \| Italie \| Polartec-Kometa \| + 0 s \| \| 3e \| Matteo Malucelli \| Italie \| Androni Giocattoli-Sidermec \| + 0 s \| \| 4e \| Thomas Boudat \| France \| Direct Énergie \| + 0 s \| \| 5e \| Hugo Hofstetter \| France \| Cofidis, Solutions Crédits \| + 0 s \| \| 6e \| Jérémy Lecroq \| France \| Vital Concept \| + 0 s \| \| 7e \| Michael Van Staeyen \| Belgique \| Cofidis, Solutions Crédits \| + 0 s \| \| 8e \| Rudy Barbier \| France \| AG2R La Mondiale \| + 0 s \| \| 9e \| Jonas Van Genechten \| Belgique \| Vital Concept \| + 0 s \| \| 10e \| Hugo Houle \| Canada \| Astana \| + 0 s \| |                     |          |                             |                 |
| |                     |          |                             |                 |
| |                     |          |                             |                 |
| Classement de l'étape |                     |          |                             |                 |
| Coureur | Coureur             | Pays     | Équipe                      | Temps           |
| 1er | Arnaud Démare       | France   | Groupama-FDJ                | 4 h 46 min 49 s |
| 2e | Matteo Moschetti    | Italie   | Polartec-Kometa             | + 0 s           |
| 3e | Matteo Malucelli    | Italie   | Androni Giocattoli-Sidermec | + 0 s           |
| 4e | Thomas Boudat       | France   | Direct Énergie              | + 0 s           |
| 5e | Hugo Hofstetter     | France   | Cofidis, Solutions Crédits  | + 0 s           |
| 6e | Jérémy Lecroq       | France   | Vital Concept               | + 0 s           |
| 7e | Michael Van Staeyen | Belgique | Cofidis, Solutions Crédits  | + 0 s           |
| 8e | Rudy Barbier        | France   | AG2R La Mondiale            | + 0 s           |
| 9e | Jonas Van Genechten | Belgique | Vital Concept               | + 0 s           |
| 10e | Hugo Houle          | Canada   | Astana                      | + 0 s           |

| \| Classement général \| Classement général \| Classement général \| Classement général \| Classement général \| \| Coureur \| Coureur \| Pays \| Équipe \| Temps \| \| ------------------ \| ------------------- \| ------------------ \| ---------------------------- \| ------------------ \| \| 1er \| Arnaud Démare \| France \| Groupama-FDJ \| 4 h 46 min 39 s \| \| 2e \| Matteo Moschetti \| Italie \| Polartec-Kometa \| + 4 s \| \| 3e \| Matteo Malucelli \| Italie \| Androni Giocattoli-Sidermec \| + 6 s \| \| 4e \| Julien Antomarchi \| France \| Roubaix Lille Métropole \| + 8 s \| \| 5e \| Evaldas Šiškevičius \| Lituanie \| Delko-Marseille Provence-KTM \| + 9 s \| \| 6e \| Marc Fournier \| France \| Vital Concept \| + 9 s \| \| 7e \| Thomas Boudat \| France \| Direct Énergie \| + 10 s \| \| 8e \| Hugo Hofstetter \| France \| Cofidis, Solutions Crédits \| + 10 s \| \| 9e \| Jérémy Lecroq \| France \| Vital Concept \| + 10 s \| \| 10e \| Michael Van Staeyen \| Belgique \| Cofidis, Solutions Crédits \| + 10 s \| |                     |          |                              |                 |
| |                     |          |                              |                 |
| |                     |          |                              |                 |
| Classement général |                     |          |                              |                 |
| Coureur | Coureur             | Pays     | Équipe                       | Temps           |
| 1er | Arnaud Démare       | France   | Groupama-FDJ                 | 4 h 46 min 39 s |
| 2e | Matteo Moschetti    | Italie   | Polartec-Kometa              | + 4 s           |
| 3e | Matteo Malucelli    | Italie   | Androni Giocattoli-Sidermec  | + 6 s           |
| 4e | Julien Antomarchi   | France   | Roubaix Lille Métropole      | + 8 s           |
| 5e | Evaldas Šiškevičius | Lituanie | Delko-Marseille Provence-KTM | + 9 s           |
| 6e | Marc Fournier       | France   | Vital Concept                | + 9 s           |
| 7e | Thomas Boudat       | France   | Direct Énergie               | + 10 s          |
| 8e | Hugo Hofstetter     | France   | Cofidis, Solutions Crédits   | + 10 s          |
| 9e | Jérémy Lecroq       | France   | Vital Concept                | + 10 s          |
| 10e | Michael Van Staeyen | Belgique | Cofidis, Solutions Crédits   | + 10 s          |

### 2eétape
| \| Classement de l'étape \| Classement de l'étape \| Classement de l'étape \| Classement de l'étape \| Classement de l'étape \| \| Coureur \| Coureur \| Pays \| Équipe \| Temps \| \| --------------------- \| --------------------- \| --------------------- \| ---------------------------- \| --------------------- \| \| 1er \| Arnaud Démare \| France \| Groupama-FDJ \| 4 h 39 min 20 s \| \| 2e \| Matteo Malucelli \| Italie \| Androni Giocattoli-Sidermec \| + 0 s \| \| 3e \| Hugo Hofstetter \| France \| Cofidis, Solutions Crédits \| + 0 s \| \| 4e \| Andrea Vendrame \| Italie \| Androni Giocattoli-Sidermec \| + 0 s \| \| 5e \| Thomas Boudat \| France \| Direct Énergie \| + 0 s \| \| 6e \| Jonas Van Genechten \| Belgique \| Vital Concept \| + 0 s \| \| 7e \| Hugo Houle \| Canada \| Astana \| + 0 s \| \| 8e \| Michael Gogl \| Autriche \| Trek-Segafredo \| + 0 s \| \| 9e \| Enrique Sanz \| Espagne \| Euskadi-Murias \| + 0 s \| \| 10e \| Evaldas Šiškevičius \| Lituanie \| Delko-Marseille Provence-KTM \| + 0 s \| |                     |          |                              |                 |
| |                     |          |                              |                 |
| |                     |          |                              |                 |
| Classement de l'étape |                     |          |                              |                 |
| Coureur | Coureur             | Pays     | Équipe                       | Temps           |
| 1er | Arnaud Démare       | France   | Groupama-FDJ                 | 4 h 39 min 20 s |
| 2e | Matteo Malucelli    | Italie   | Androni Giocattoli-Sidermec  | + 0 s           |
| 3e | Hugo Hofstetter     | France   | Cofidis, Solutions Crédits   | + 0 s           |
| 4e | Andrea Vendrame     | Italie   | Androni Giocattoli-Sidermec  | + 0 s           |
| 5e | Thomas Boudat       | France   | Direct Énergie               | + 0 s           |
| 6e | Jonas Van Genechten | Belgique | Vital Concept                | + 0 s           |
| 7e | Hugo Houle          | Canada   | Astana                       | + 0 s           |
| 8e | Michael Gogl        | Autriche | Trek-Segafredo               | + 0 s           |
| 9e | Enrique Sanz        | Espagne  | Euskadi-Murias               | + 0 s           |
| 10e | Evaldas Šiškevičius | Lituanie | Delko-Marseille Provence-KTM | + 0 s           |

| \| Classement général \| Classement général \| Classement général \| Classement général \| Classement général \| \| Coureur \| Coureur \| Pays \| Équipe \| Temps \| \| ------------------ \| ------------------- \| ------------------ \| ---------------------------- \| ------------------ \| \| 1er \| Arnaud Démare \| France \| Groupama-FDJ \| 9 h 25 min 49 s \| \| 2e \| Matteo Malucelli \| Italie \| Androni Giocattoli-Sidermec \| + 10 s \| \| 3e \| Hugo Hofstetter \| France \| Cofidis, Solutions Crédits \| + 16 s \| \| 4e \| Evaldas Šiškevičius \| Lituanie \| Delko-Marseille Provence-KTM \| + 17 s \| \| 5e \| Hugo Houle \| Canada \| Astana \| + 19 s \| \| 6e \| Thomas Boudat \| France \| Direct Énergie \| + 20 s \| \| 7e \| Jonas Van Genechten \| Belgique \| Vital Concept \| + 20 s \| \| 8e \| Enrique Sanz \| Espagne \| Euskadi-Murias \| + 23 s \| \| 9e \| Gediminas Bagdonas \| Lituanie \| AG2R La Mondiale \| + 23 s \| \| 10e \| Sergey Chernetskiy \| Russie \| Astana \| + 23 s \| |                     |          |                              |                 |
| |                     |          |                              |                 |
| |                     |          |                              |                 |
| Classement général |                     |          |                              |                 |
| Coureur | Coureur             | Pays     | Équipe                       | Temps           |
| 1er | Arnaud Démare       | France   | Groupama-FDJ                 | 9 h 25 min 49 s |
| 2e | Matteo Malucelli    | Italie   | Androni Giocattoli-Sidermec  | + 10 s          |
| 3e | Hugo Hofstetter     | France   | Cofidis, Solutions Crédits   | + 16 s          |
| 4e | Evaldas Šiškevičius | Lituanie | Delko-Marseille Provence-KTM | + 17 s          |
| 5e | Hugo Houle          | Canada   | Astana                       | + 19 s          |
| 6e | Thomas Boudat       | France   | Direct Énergie               | + 20 s          |
| 7e | Jonas Van Genechten | Belgique | Vital Concept                | + 20 s          |
| 8e | Enrique Sanz        | Espagne  | Euskadi-Murias               | + 23 s          |
| 9e | Gediminas Bagdonas  | Lituanie | AG2R La Mondiale             | + 23 s          |
| 10e | Sergey Chernetskiy  | Russie   | Astana                       | + 23 s          |

### 3eétape
| \| Classement de l'étape \| Classement de l'étape \| Classement de l'étape \| Classement de l'étape \| Classement de l'étape \| \| Coureur \| Coureur \| Pays \| Équipe \| Temps \| \| --------------------- \| --------------------- \| --------------------- \| ---------------------------- \| --------------------- \| \| 1er \| Arnaud Démare \| France \| Groupama-FDJ \| 2 h 12 min 00 s \| \| 2e \| Matteo Malucelli \| Italie \| Androni Giocattoli-Sidermec \| + 0 s \| \| 3e \| Hugo Hofstetter \| France \| Cofidis, Solutions Crédits \| + 0 s \| \| 4e \| Jérémy Lecroq \| France \| Vital Concept \| + 0 s \| \| 5e \| Brenton Jones \| Australie \| Delko-Marseille Provence-KTM \| + 0 s \| \| 6e \| Matteo Moschetti \| Italie \| Polartec-Kometa \| + 0 s \| \| 7e \| Thomas Boudat \| France \| Direct Énergie \| + 0 s \| \| 8e \| Marco Maronese \| Italie \| Bardiani CSF \| + 0 s \| \| 9e \| Marco Benfatto \| Italie \| Androni Giocattoli-Sidermec \| + 0 s \| \| 10e \| Kévin Le Cunff \| France \| Saint Michel-Auber 93 \| + 0 s \| |                  |           |                              |                 |
| |                  |           |                              |                 |
| |                  |           |                              |                 |
| Classement de l'étape |                  |           |                              |                 |
| Coureur | Coureur          | Pays      | Équipe                       | Temps           |
| 1er | Arnaud Démare    | France    | Groupama-FDJ                 | 2 h 12 min 00 s |
| 2e | Matteo Malucelli | Italie    | Androni Giocattoli-Sidermec  | + 0 s           |
| 3e | Hugo Hofstetter  | France    | Cofidis, Solutions Crédits   | + 0 s           |
| 4e | Jérémy Lecroq    | France    | Vital Concept                | + 0 s           |
| 5e | Brenton Jones    | Australie | Delko-Marseille Provence-KTM | + 0 s           |
| 6e | Matteo Moschetti | Italie    | Polartec-Kometa              | + 0 s           |
| 7e | Thomas Boudat    | France    | Direct Énergie               | + 0 s           |
| 8e | Marco Maronese   | Italie    | Bardiani CSF                 | + 0 s           |
| 9e | Marco Benfatto   | Italie    | Androni Giocattoli-Sidermec  | + 0 s           |
| 10e | Kévin Le Cunff   | France    | Saint Michel-Auber 93        | + 0 s           |

| \| Classement général \| Classement général \| Classement général \| Classement général \| Classement général \| \| Coureur \| Coureur \| Pays \| Équipe \| Temps \| \| ------------------ \| ------------------- \| ------------------ \| ----------------------------- \| ------------------ \| \| 1er \| Arnaud Démare \| France \| Groupama-FDJ \| 11 h 37 min 43 s \| \| 2e \| Matteo Malucelli \| Italie \| Androni Giocattoli-Sidermec \| + 12 s \| \| 3e \| Hugo Hofstetter \| France \| Cofidis, Solutions Crédits \| + 20 s \| \| 4e \| Evaldas Šiškevičius \| Lituanie \| Delko-Marseille Provence-KTM \| + 23 s \| \| 5e \| Hugo Houle \| Canada \| Astana \| + 25 s \| \| 6e \| Thomas Boudat \| France \| Direct Énergie \| + 26 s \| \| 7e \| Jonas Van Genechten \| Belgique \| Vital Concept \| + 26 s \| \| 8e \| Gediminas Bagdonas \| Lituanie \| AG2R La Mondiale \| + 29 s \| \| 9e \| Kévin Le Cunff \| France \| Saint Michel-Auber 93 \| + 29 s \| \| 10e \| Maxence Moncassin \| France \| Wilier Triestina-Selle Italia \| + 29 s \| |                     |          |                               |                  |
| |                     |          |                               |                  |
| |                     |          |                               |                  |
| Classement général |                     |          |                               |                  |
| Coureur | Coureur             | Pays     | Équipe                        | Temps            |
| 1er | Arnaud Démare       | France   | Groupama-FDJ                  | 11 h 37 min 43 s |
| 2e | Matteo Malucelli    | Italie   | Androni Giocattoli-Sidermec   | + 12 s           |
| 3e | Hugo Hofstetter     | France   | Cofidis, Solutions Crédits    | + 20 s           |
| 4e | Evaldas Šiškevičius | Lituanie | Delko-Marseille Provence-KTM  | + 23 s           |
| 5e | Hugo Houle          | Canada   | Astana                        | + 25 s           |
| 6e | Thomas Boudat       | France   | Direct Énergie                | + 26 s           |
| 7e | Jonas Van Genechten | Belgique | Vital Concept                 | + 26 s           |
| 8e | Gediminas Bagdonas  | Lituanie | AG2R La Mondiale              | + 29 s           |
| 9e | Kévin Le Cunff      | France   | Saint Michel-Auber 93         | + 29 s           |
| 10e | Maxence Moncassin   | France   | Wilier Triestina-Selle Italia | + 29 s           |

### 4eétape
| \| Classement de l'étape \| Classement de l'étape \| Classement de l'étape \| Classement de l'étape \| Classement de l'étape \| \| Coureur \| Coureur \| Pays \| Équipe \| Temps \| \| --------------------- \| --------------------- \| --------------------- \| --------------------------- \| --------------------- \| \| 1er \| Arnaud Démare \| France \| Groupama-FDJ \| 29 min 08 s \| \| 2e \| Sylvain Chavanel \| France \| Direct Énergie \| + 7 s \| \| 3e \| Yoann Paillot \| France \| Saint Michel-Auber 93 \| + 13 s \| \| 4e \| Hugo Houle \| Canada \| Astana \| + 33 s \| \| 5e \| Michael Gogl \| Autriche \| Trek-Segafredo \| + 44 s \| \| 6e \| Jérémy Cabot \| France \| Roubaix Lille Métropole \| + 45 s \| \| 7e \| Seid Lizde \| Italie \| Androni Giocattoli-Sidermec \| + 1 min 00 s \| \| 8e \| Gediminas Bagdonas \| Lituanie \| AG2R La Mondiale \| + 1 min 01 s \| \| 9e \| Julien Antomarchi \| France \| Roubaix Lille Métropole \| + 1 min 01 s \| \| 10e \| Maxime Bouet \| France \| Fortuneo-Samsic \| + 1 min 10 s \| |                    |          |                             |              |
| |                    |          |                             |              |
| |                    |          |                             |              |
| Classement de l'étape |                    |          |                             |              |
| Coureur | Coureur            | Pays     | Équipe                      | Temps        |
| 1er | Arnaud Démare      | France   | Groupama-FDJ                | 29 min 08 s  |
| 2e | Sylvain Chavanel   | France   | Direct Énergie              | + 7 s        |
| 3e | Yoann Paillot      | France   | Saint Michel-Auber 93       | + 13 s       |
| 4e | Hugo Houle         | Canada   | Astana                      | + 33 s       |
| 5e | Michael Gogl       | Autriche | Trek-Segafredo              | + 44 s       |
| 6e | Jérémy Cabot       | France   | Roubaix Lille Métropole     | + 45 s       |
| 7e | Seid Lizde         | Italie   | Androni Giocattoli-Sidermec | + 1 min 00 s |
| 8e | Gediminas Bagdonas | Lituanie | AG2R La Mondiale            | + 1 min 01 s |
| 9e | Julien Antomarchi  | France   | Roubaix Lille Métropole     | + 1 min 01 s |
| 10e | Maxime Bouet       | France   | Fortuneo-Samsic             | + 1 min 10 s |

| \| Classement général \| Classement général \| Classement général \| Classement général \| Classement général \| \| Coureur \| Coureur \| Pays \| Équipe \| Temps \| \| ------------------ \| ------------------ \| ------------------ \| --------------------------- \| ------------------ \| \| 1er \| Arnaud Démare \| France \| Groupama-FDJ \| 12 h 06 min 51 s \| \| 2e \| Sylvain Chavanel \| France \| Direct Énergie \| + 44 s \| \| 3e \| Yoann Paillot \| France \| Saint Michel-Auber 93 \| + 50 s \| \| 4e \| Hugo Houle \| Canada \| Astana \| + 58 s \| \| 5e \| Michael Gogl \| Autriche \| Trek-Segafredo \| + 1 min 13 s \| \| 6e \| Gediminas Bagdonas \| Lituanie \| AG2R La Mondiale \| + 1 min 30 s \| \| 7e \| Julien Antomarchi \| France \| Roubaix Lille Métropole \| + 1 min 33 s \| \| 8e \| Seid Lizde \| Italie \| Androni Giocattoli-Sidermec \| + 1 min 37 s \| \| 9e \| Sergey Chernetskiy \| Russie \| Astana \| + 1 min 40 s \| \| 10e \| Maxime Bouet \| France \| Fortuneo-Samsic \| + 1 min 47 s \| |                    |          |                             |                  |
| |                    |          |                             |                  |
| |                    |          |                             |                  |
| Classement général |                    |          |                             |                  |
| Coureur | Coureur            | Pays     | Équipe                      | Temps            |
| 1er | Arnaud Démare      | France   | Groupama-FDJ                | 12 h 06 min 51 s |
| 2e | Sylvain Chavanel   | France   | Direct Énergie              | + 44 s           |
| 3e | Yoann Paillot      | France   | Saint Michel-Auber 93       | + 50 s           |
| 4e | Hugo Houle         | Canada   | Astana                      | + 58 s           |
| 5e | Michael Gogl       | Autriche | Trek-Segafredo              | + 1 min 13 s     |
| 6e | Gediminas Bagdonas | Lituanie | AG2R La Mondiale            | + 1 min 30 s     |
| 7e | Julien Antomarchi  | France   | Roubaix Lille Métropole     | + 1 min 33 s     |
| 8e | Seid Lizde         | Italie   | Androni Giocattoli-Sidermec | + 1 min 37 s     |
| 9e | Sergey Chernetskiy | Russie   | Astana                      | + 1 min 40 s     |
| 10e | Maxime Bouet       | France   | Fortuneo-Samsic             | + 1 min 47 s     |

### 5eétape
| \| Classement de l'étape \| Classement de l'étape \| Classement de l'étape \| Classement de l'étape \| Classement de l'étape \| \| Coureur \| Coureur \| Pays \| Équipe \| Temps \| \| --------------------- \| --------------------- \| --------------------- \| ---------------------------- \| --------------------- \| \| 1er \| Arnaud Démare \| France \| Groupama-FDJ \| 3 h 26 min 51 s \| \| 2e \| Jonas Van Genechten \| Belgique \| Vital Concept \| + 0 s \| \| 3e \| Matteo Malucelli \| Italie \| Androni Giocattoli-Sidermec \| + 0 s \| \| 4e \| Rudy Barbier \| France \| AG2R La Mondiale \| + 0 s \| \| 5e \| Lilian Calmejane \| France \| Direct Énergie \| + 0 s \| \| 6e \| Evaldas Šiškevičius \| Lituanie \| Delko-Marseille Provence-KTM \| + 0 s \| \| 7e \| Anthony Maldonado \| France \| Saint Michel-Auber 93 \| + 0 s \| \| 8e \| Michael Van Staeyen \| Belgique \| Cofidis, Solutions Crédits \| + 0 s \| \| 9e \| Sergey Shilov \| Russie \| Gazprom-RusVelo \| + 0 s \| \| 10e \| Pierre Barbier \| France \| Roubaix Lille Métropole \| + 0 s \| |                     |          |                              |                 |
| |                     |          |                              |                 |
| |                     |          |                              |                 |
| Classement de l'étape |                     |          |                              |                 |
| Coureur | Coureur             | Pays     | Équipe                       | Temps           |
| 1er | Arnaud Démare       | France   | Groupama-FDJ                 | 3 h 26 min 51 s |
| 2e | Jonas Van Genechten | Belgique | Vital Concept                | + 0 s           |
| 3e | Matteo Malucelli    | Italie   | Androni Giocattoli-Sidermec  | + 0 s           |
| 4e | Rudy Barbier        | France   | AG2R La Mondiale             | + 0 s           |
| 5e | Lilian Calmejane    | France   | Direct Énergie               | + 0 s           |
| 6e | Evaldas Šiškevičius | Lituanie | Delko-Marseille Provence-KTM | + 0 s           |
| 7e | Anthony Maldonado   | France   | Saint Michel-Auber 93        | + 0 s           |
| 8e | Michael Van Staeyen | Belgique | Cofidis, Solutions Crédits   | + 0 s           |
| 9e | Sergey Shilov       | Russie   | Gazprom-RusVelo              | + 0 s           |
| 10e | Pierre Barbier      | France   | Roubaix Lille Métropole      | + 0 s           |

## Classements finals

### Classement général final

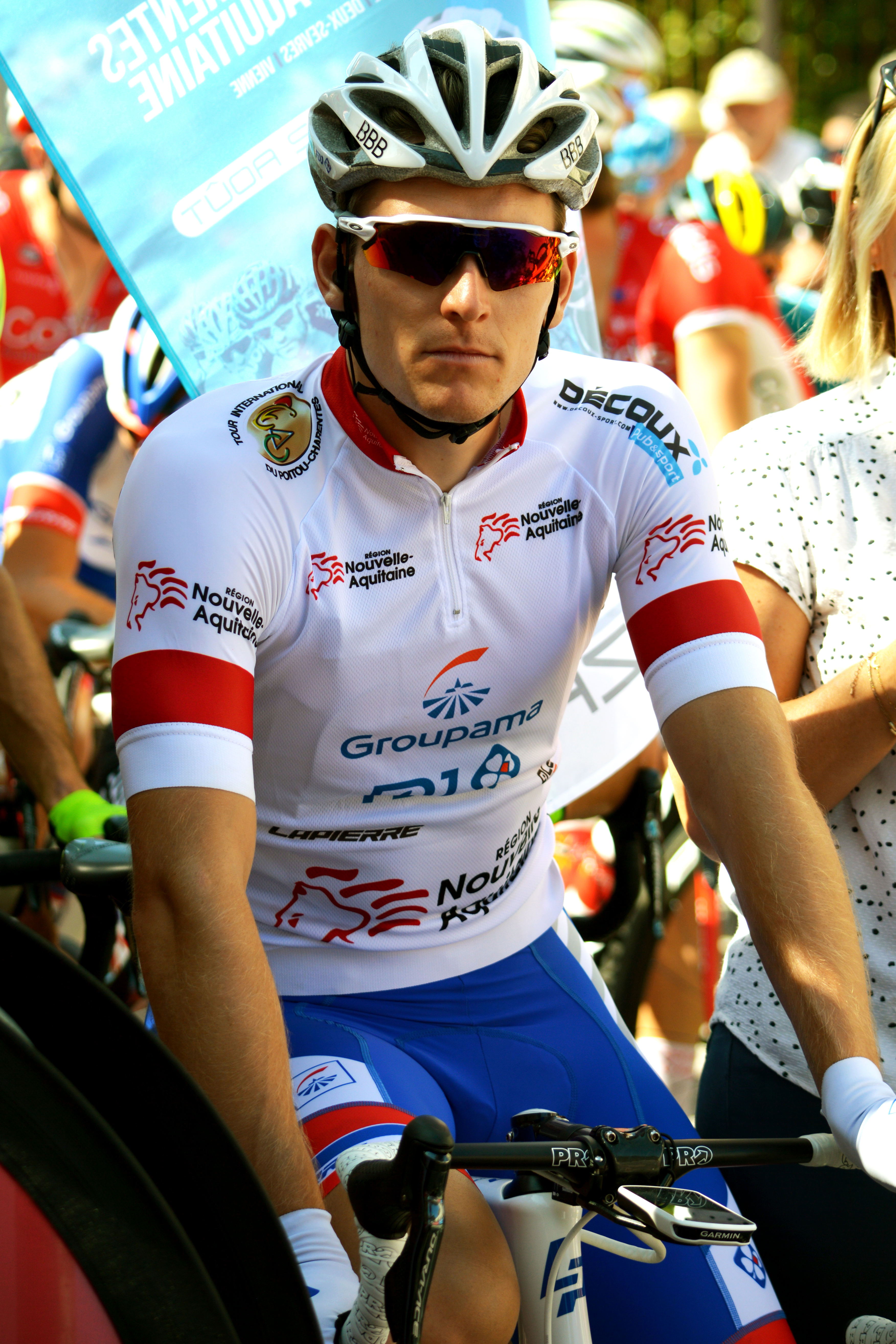
Arnaud DEMARE avec le maillot de leader du tour Poitou-Charentes

| \| Classement général \| Classement général \| Classement général \| Classement général \| Classement général \| \| Coureur \| Coureur \| Pays \| Équipe \| Temps \| \| ------------------ \| ------------------ \| ------------------ \| ----------------------- \| ------------------ \| \| 1er \| Arnaud Démare \| France \| Groupama-FDJ \| 15 h 33 min 32 s \| \| 2e \| Sylvain Chavanel \| France \| Direct Énergie \| + 54 s \| \| 3e \| Yoann Paillot \| France \| Saint Michel-Auber 93 \| + 1 min 00 s \| \| 4e \| Hugo Houle \| Canada \| Astana \| + 1 min 08 s \| \| 5e \| Michael Gogl \| Autriche \| Trek-Segafredo \| + 1 min 23 s \| \| 6e \| Gediminas Bagdonas \| Lituanie \| AG2R La Mondiale \| + 1 min 40 s \| \| 7e \| Julien Antomarchi \| France \| Roubaix Lille Métropole \| + 1 min 43 s \| \| 8e \| Sergey Chernetskiy \| Russie \| Astana \| + 1 min 50 s \| \| 9e \| Maxime Bouet \| France \| Fortuneo-Samsic \| + 1 min 57 s \| \| 10e \| Julien Bernard \| France \| Trek-Segafredo \| + 1 min 57 s \| |                    |          |                         |                  |
| |                    |          |                         |                  |
| Source : ProCyclingStats |                    |          |                         |                  |
| Classement général |                    |          |                         |                  |
| Coureur | Coureur            | Pays     | Équipe                  | Temps            |
| 1er | Arnaud Démare      | France   | Groupama-FDJ            | 15 h 33 min 32 s |
| 2e | Sylvain Chavanel   | France   | Direct Énergie          | + 54 s           |
| 3e | Yoann Paillot      | France   | Saint Michel-Auber 93   | + 1 min 00 s     |
| 4e | Hugo Houle         | Canada   | Astana                  | + 1 min 08 s     |
| 5e | Michael Gogl       | Autriche | Trek-Segafredo          | + 1 min 23 s     |
| 6e | Gediminas Bagdonas | Lituanie | AG2R La Mondiale        | + 1 min 40 s     |
| 7e | Julien Antomarchi  | France   | Roubaix Lille Métropole | + 1 min 43 s     |
| 8e | Sergey Chernetskiy | Russie   | Astana                  | + 1 min 50 s     |
| 9e | Maxime Bouet       | France   | Fortuneo-Samsic         | + 1 min 57 s     |
| 10e | Julien Bernard     | France   | Trek-Segafredo          | + 1 min 57 s     |

### Classements annexes
| Classement par points | Classement par points | Classement par points | Classement par points        | Classement par points |
| Coureur               | Coureur               | Pays                  | Équipe                       | Points                |
| --------------------- | --------------------- | --------------------- | ---------------------------- | --------------------- |
| 1er                   | Arnaud Démare         | France                | Groupama-FDJ                 | 110 pts               |
| 2e                    | Matteo Malucelli      | Italie                | Androni Giocattoli-Sidermec  | 72 pts                |
| 3e                    | Hugo Hofstetter       | France                | Cofidis, Solutions Crédits   | 44 pts                |
| 4e                    | Jonas Van Genechten   | Belgique              | Vital Concept                | 37 pts                |
| 5e                    | Thomas Boudat         | France                | Direct Énergie               | 35 pts                |
| 6e                    | Matteo Moschetti      | Italie                | Polartec-Kometa              | 30 pts                |
| 7e                    | Evaldas Šiškevičius   | Lituanie              | Delko-Marseille Provence-KTM | 27 pts                |
| 8e                    | Rudy Barbier          | France                | AG2R La Mondiale             | 26 pts                |
| 9e                    | Hugo Houle            | Canada                | Astana                       | 25 pts                |
| 10e                   | Michael Van Staeyen   | Belgique              | Cofidis, Solutions Crédits   | 17 pts                |

| Classement par points | Classement par points | Classement par points | Classement par points        | Classement par points |
| Coureur               | Coureur               | Pays                  | Équipe                       | Points                |
| --------------------- | --------------------- | --------------------- | ---------------------------- | --------------------- |
| 1er                   | Arnaud Démare         | France                | Groupama-FDJ                 | 110 pts               |
| 2e                    | Matteo Malucelli      | Italie                | Androni Giocattoli-Sidermec  | 72 pts                |
| 3e                    | Hugo Hofstetter       | France                | Cofidis, Solutions Crédits   | 44 pts                |
| 4e                    | Jonas Van Genechten   | Belgique              | Vital Concept                | 37 pts                |
| 5e                    | Thomas Boudat         | France                | Direct Énergie               | 35 pts                |
| 6e                    | Matteo Moschetti      | Italie                | Polartec-Kometa              | 30 pts                |
| 7e                    | Evaldas Šiškevičius   | Lituanie              | Delko-Marseille Provence-KTM | 27 pts                |
| 8e                    | Rudy Barbier          | France                | AG2R La Mondiale             | 26 pts                |
| 9e                    | Hugo Houle            | Canada                | Astana                       | 25 pts                |
| 10e                   | Michael Van Staeyen   | Belgique              | Cofidis, Solutions Crédits   | 17 pts                |

| Classement de la montagne | Classement de la montagne | Classement de la montagne | Classement de la montagne    | Classement de la montagne |
| Coureur                   | Coureur                   | Pays                      | Équipe                       | Points                    |
| ------------------------- | ------------------------- | ------------------------- | ---------------------------- | ------------------------- |
| 1er                       | Manuel Senni              | Italie                    | Bardiani CSF                 | 23 pts                    |
| 2e                        | Julien Antomarchi         | France                    | Roubaix Lille Métropole      | 20 pts                    |
| 3e                        | Julien Bernard            | France                    | Trek-Segafredo               | 10 pts                    |
| 4e                        | Tanel Kangert             | Estonie                   | Astana                       | 10 pts                    |
| 5e                        | Mauro Finetto             | Italie                    | Delko-Marseille Provence-KTM | 6 pts                     |
| 6e                        | Quentin Jauregui          | France                    | AG2R La Mondiale             | 5 pts                     |
| 7e                        | Franck Bonnamour          | France                    | Fortuneo-Samsic              | 5 pts                     |
| 8e                        | Matteo Spreafico          | Italie                    | Androni Giocattoli-Sidermec  | 5 pts                     |
| 9e                        | Mattia Viel               | Italie                    | Androni Giocattoli-Sidermec  | 5 pts                     |
| 10e                       | Alessandro Fedeli         | Italie                    | Delko-Marseille Provence-KTM | 4 pts                     |

| Classement de la montagne | Classement de la montagne | Classement de la montagne | Classement de la montagne    | Classement de la montagne |
| Coureur                   | Coureur                   | Pays                      | Équipe                       | Points                    |
| ------------------------- | ------------------------- | ------------------------- | ---------------------------- | ------------------------- |
| 1er                       | Manuel Senni              | Italie                    | Bardiani CSF                 | 23 pts                    |
| 2e                        | Julien Antomarchi         | France                    | Roubaix Lille Métropole      | 20 pts                    |
| 3e                        | Julien Bernard            | France                    | Trek-Segafredo               | 10 pts                    |
| 4e                        | Tanel Kangert             | Estonie                   | Astana                       | 10 pts                    |
| 5e                        | Mauro Finetto             | Italie                    | Delko-Marseille Provence-KTM | 6 pts                     |
| 6e                        | Quentin Jauregui          | France                    | AG2R La Mondiale             | 5 pts                     |
| 7e                        | Franck Bonnamour          | France                    | Fortuneo-Samsic              | 5 pts                     |
| 8e                        | Matteo Spreafico          | Italie                    | Androni Giocattoli-Sidermec  | 5 pts                     |
| 9e                        | Mattia Viel               | Italie                    | Androni Giocattoli-Sidermec  | 5 pts                     |
| 10e                       | Alessandro Fedeli         | Italie                    | Delko-Marseille Provence-KTM | 4 pts                     |

| Classement du meilleur jeune | Classement du meilleur jeune | Classement du meilleur jeune | Classement du meilleur jeune  | Classement du meilleur jeune |
| Coureur                      | Coureur                      | Pays                         | Équipe                        | Temps                        |
| ---------------------------- | ---------------------------- | ---------------------------- | ----------------------------- | ---------------------------- |
| 1er                          | Michael Gogl                 | Autriche                     | Trek-Segafredo                | 15 h 34 min 55 s             |
| 2e                           | Steven Lammertink            | Pays-Bas                     | Vital Concept                 | + 55 s                       |
| 3e                           | Ruben Guerreiro              | Portugal                     | Trek-Segafredo                | + 1 min 06 s                 |
| 4e                           | Hugo Hofstetter              | France                       | Cofidis, Solutions Crédits    | + 1 min 21 s                 |
| 5e                           | Giovanni Carboni             | Italie                       | Bardiani CSF                  | + 1 min 38 s                 |
| 6e                           | Simone Velasco               | Italie                       | Wilier Triestina-Selle Italia | + 2 min 10 s                 |
| 7e                           | Andrea Vendrame              | Italie                       | Androni Giocattoli-Sidermec   | + 2 min 14 s                 |
| 8e                           | Quentin Jauregui             | France                       | AG2R La Mondiale              | + 2 min 14 s                 |
| 9e                           | Anthony Turgis               | France                       | Cofidis, Solutions Crédits    | + 2 min 42 s                 |
| 10e                          | Matteo Malucelli             | Italie                       | Androni Giocattoli-Sidermec   | + 3 min 11 s                 |

| Classement du meilleur jeune | Classement du meilleur jeune | Classement du meilleur jeune | Classement du meilleur jeune  | Classement du meilleur jeune |
| Coureur                      | Coureur                      | Pays                         | Équipe                        | Temps                        |
| ---------------------------- | ---------------------------- | ---------------------------- | ----------------------------- | ---------------------------- |
| 1er                          | Michael Gogl                 | Autriche                     | Trek-Segafredo                | 15 h 34 min 55 s             |
| 2e                           | Steven Lammertink            | Pays-Bas                     | Vital Concept                 | + 55 s                       |
| 3e                           | Ruben Guerreiro              | Portugal                     | Trek-Segafredo                | + 1 min 06 s                 |
| 4e                           | Hugo Hofstetter              | France                       | Cofidis, Solutions Crédits    | + 1 min 21 s                 |
| 5e                           | Giovanni Carboni             | Italie                       | Bardiani CSF                  | + 1 min 38 s                 |
| 6e                           | Simone Velasco               | Italie                       | Wilier Triestina-Selle Italia | + 2 min 10 s                 |
| 7e                           | Andrea Vendrame              | Italie                       | Androni Giocattoli-Sidermec   | + 2 min 14 s                 |
| 8e                           | Quentin Jauregui             | France                       | AG2R La Mondiale              | + 2 min 14 s                 |
| 9e                           | Anthony Turgis               | France                       | Cofidis, Solutions Crédits    | + 2 min 42 s                 |
| 10e                          | Matteo Malucelli             | Italie                       | Androni Giocattoli-Sidermec   | + 3 min 11 s                 |

| Classement par équipes | Classement par équipes        | Classement par équipes | Classement par équipes |
| Équipe                 | Équipe                        | Pays                   | Temps                  |
| ---------------------- | ----------------------------- | ---------------------- | ---------------------- |
| 1re                    | Astana                        | Kazakhstan             | 46 h 45 min 40 s       |
| 2e                     | Direct Énergie                | France                 | + 19 s                 |
| 3e                     | Trek-Segafredo                | États-Unis             | + 36 s                 |
| 4e                     | AG2R La Mondiale              | France                 | + 1 min 26 s           |
| 5e                     | Fortuneo-Samsic               | France                 | + 1 min 31 s           |
| 6e                     | Roubaix Lille Métropole       | France                 | + 2 min 20 s           |
| 7e                     | Saint Michel-Auber 93         | France                 | + 2 min 27 s           |
| 8e                     | Cofidis, Solutions Crédits    | France                 | + 3 min 01 s           |
| 9e                     | Gazprom-RusVelo               | Russie                 | + 3 min 26 s           |
| 10e                    | Euskadi Basque Country-Murias | Espagne                | + 4 min 36 s           |

| Classement par équipes | Classement par équipes        | Classement par équipes | Classement par équipes |
| Équipe                 | Équipe                        | Pays                   | Temps                  |
| ---------------------- | ----------------------------- | ---------------------- | ---------------------- |
| 1re                    | Astana                        | Kazakhstan             | 46 h 45 min 40 s       |
| 2e                     | Direct Énergie                | France                 | + 19 s                 |
| 3e                     | Trek-Segafredo                | États-Unis             | + 36 s                 |
| 4e                     | AG2R La Mondiale              | France                 | + 1 min 26 s           |
| 5e                     | Fortuneo-Samsic               | France                 | + 1 min 31 s           |
| 6e                     | Roubaix Lille Métropole       | France                 | + 2 min 20 s           |
| 7e                     | Saint Michel-Auber 93         | France                 | + 2 min 27 s           |
| 8e                     | Cofidis, Solutions Crédits    | France                 | + 3 min 01 s           |
| 9e                     | Gazprom-RusVelo               | Russie                 | + 3 min 26 s           |
| 10e                    | Euskadi Basque Country-Murias | Espagne                | + 4 min 36 s           |

## Classements UCI
La course attribue le même nombre de points pour l'UCI Europe Tour 2018 et le Classement mondial UCI (pour tous les coureurs).
| Position           | 1er | 2e | 3e | 4e | 5e | 6e | 7e | 8e | 9e | 10e | 11e | 12e | 13e à 15e | 16e à 25e |
| Classement général | 125 | 85 | 70 | 60 | 50 | 40 | 35 | 30 | 25 | 20  | 15  | 10  | 5         | 3         |
| Par étape          | 14  | 5  | 3  |    |    |    |    |    |    |     |     |     |           |           |
| Leader, par étape  | 3   |    |    |    |    |    |    |    |    |     |     |     |           |           |

| Points attribués | Points attribués | Points attribués | Points attribués | Points attribués | Points attribués | Points attribués |
| Pos              | Coureur          | Équipe           | Général          | Étape            | Leader           | Total            |
| ---------------- | ---------------- | ---------------- | ---------------- | ---------------- | ---------------- | ---------------- |
| 1.º              | Pays inconnu     |                  |                  |                  |                  |                  |
| 2.º              | Pays inconnu     |                  |                  |                  |                  |                  |
| 3.º              | Pays inconnu     |                  |                  |                  |                  |                  |
| 4.º              | Pays inconnu     |                  |                  |                  |                  |                  |
| 5.º              | Pays inconnu     |                  |                  |                  |                  |                  |
| 6.º              | Pays inconnu     |                  |                  |                  |                  |                  |
| 7.º              | Pays inconnu     |                  |                  |                  |                  |                  |
| 8.º              | Pays inconnu     |                  |                  |                  |                  |                  |
| 9.º              | Pays inconnu     |                  |                  |                  |                  |                  |
| 10.º             | Pays inconnu     |                  |                  |                  |                  |                  |

## Évolution des classements
| Étape              | Vainqueur          | Classement général | Classement par points | Classement de la montagne | Classement du meilleur jeune | Classement par équipes |
| ------------------ | ------------------ | ------------------ | --------------------- | ------------------------- | ---------------------------- | ---------------------- |
| 1                  | Arnaud Démare      | Arnaud Démare      | Arnaud Démare         | Julien Antomarchi         | Matteo Moschetti             | Cofidis                |
| 2                  | Arnaud Démare      | Arnaud Démare      | Arnaud Démare         | Manuel Senni              | Matteo Malucelli             | Astana                 |
| 3                  | Arnaud Démare      | Arnaud Démare      | Arnaud Démare         | Manuel Senni              | Matteo Malucelli             | Astana                 |
| 4                  | Arnaud Démare      | Arnaud Démare      | Arnaud Démare         | Manuel Senni              | Michael Gogl                 | Direct Energie         |
| 5                  | Arnaud Démare      | Arnaud Démare      | Arnaud Démare         | Manuel Senni              | Michael Gogl                 | Astana                 |
| Classements finals | Classements finals | Arnaud Démare      | Arnaud Démare         | Manuel Senni              | Michael Gogl                 | Astana                 |